# 加筋板

## 定义
在结构设计中，在垂直于面板方向使用加筋条，以提高面板和整体结构的承载能力，加筋条和面板为整体结构，或者采用胶结或焊接的方式连接在一起。加筋条的形状有“T”形，“I”形，“J”形等。

## 用途
飞机结构中通常使用在机身、机翼和尾翼等主承力结构中。轮船和潜艇结构中也经常使用。

## 分类
按材料分类，加筋板可分为金属加筋板、复合材料加筋板。